# Star Trek (knižní série)
Star Trek (též Star Trek: The Original Series) je knižní série science fiction románů na motivy stejnojmenného amerického televizního hraného (vysílán 1966–1969) a animovaného seriálu (1973–1974) a navazujících sedmi filmů (1979–1991, 2009). Knihy jsou v anglickém originále vydávány od roku 1967 několika americkými nakladatelstvími, přičemž od roku 1981 je držitelem licence od studia Paramount Pictures nakladatelství Pocket Books. Jedná se o součást rozsáhlého fiktivního univerza Star Treku, původní seriál a na něj navazující díla jsou dějově zasazena především do 60. až 90. let 23. století. Hlavními hrdiny je posádka hvězdné lodě Spojené federace planet USS Enterprise (později místo ní USS Enterprise-A), které velí kapitán James T. Kirk za pomoci prvního důstojníka Spocka.
V Česku byly některé knihy postupně od roku 1991 vydány v různých nakladatelstvích.

## Bantam Books (1967–1981)

### Novelizace epizod
V letech 1967–1978 vyšly ve 13 sbírkách povídkové přepisy všech 80 epizod původního Star Treku (ne však chronologicky). Jejich autorem je James Blish, který v průběhu psaní 12. antologie zemřel. Dokončila ji jeho žena 	J. A. Lawrence, která napsala i poslední dvě povídky o Harrym Muddovi ve 13. sbírce, jež doplnila vlastní muddovskou novelou. Blish vycházel ze scénářů jednotlivých epizod, často ale i z nehotových draftů, proto se některé povídky od televizní podoby částečně odlišují nebo mají jiný název. Přepis dvojdílné vzpomínkové epizody „Zvěřinec“ („The Menagerie“) však považoval za příliš složitý, proto využil scénář k pilotní epizodě „Klec“, ponechal však původní název. První sbírka nazvaná prostě Star Trek (v pozdějších reedicích doplněna číslicí 1) je vůbec prvním startrekovským literárním dílem.
Nakladatelství Bantam Books vydalo v roce 1991 pod názvem Star Trek: The Classic Episodes tři souhrnné sbírky všech Blishových povídek vyjma posledních dvou o Muddovi. Každá sbírka byla doplněna úvodem a každá obsahuje vždy chronologicky seřazené povídky z celé jedné sezóny televizního seriálu. V této podobě vyšly povídky i v Česku.
| Anglický název                        | Povídky | Televizní epizody | Vydáno v USA  | Časový rámec děje |
| ------------------------------------- | --- | --- | ------------- | ----------------- |
| Star Trek (též Star Trek 1)           | „Charlie's Law“ „Dagger of the Mind“ „The Unreal McCoy“ „Balance of Terror“ „The Naked Time“ „Miri“ „The Conscience of the King“                                  | „Tajemný Charlie“ „Dýka v mysli“ „Past na muže“ „Rovnováha hrůzy“ „Čas obnažení“ „Miri“ „Jeho Veličenstvo vrah“                              | leden 1967    | 2266              |
| Star Trek 2                           | „Arena“ „A Taste of Armageddon“ „Tomorrow is Yesterday“ „Errand of Mercy“ „Court Martial“ „Operation: Annihilate!“ „The City on the Edge of Forever“ „Space Seed“ | „Aréna“ „Příchuť zkázy“ „Zítra bude včera“ „Věc soucitu“ „Vojenský soud“ „Operace: Vyhlazení“ „Město na pokraji věčnosti“ „Vesmírné sémě“    | únor 1968     | 2267              |
| Star Trek 3                           | „The Trouble with Tribbles“ „The Last Gunfight“ „The Doomsday Machine“ „Assignment: Earth“ „Mirror, Mirror“ „Friday's Child“ „Amok Time“                          | „Trable s tribbly“ „Přízračná přestřelka“ „Stroj zkázy“ „Místo přidělení: Země“ „Zrcadlo, zrcadlo“ „Páteční dítě“ „Čas amoku“                | duben 1969    | 2267–2268         |
| Star Trek 4                           | „All Our Yesterdays“ „Devil in the Dark“ „Journey to Babel“ „The Menagerie“ „The Enterprise Incident“ „A Piece of the Action“                                     | „Všechny naše včerejšky“ „Ďábel v temnotě“ „Cesta k Babylonu“ „Klec“ „Případ Enterprise“ „Podíl z akce“                                      | červenec 1971 | 2254, 2266–2268   |
| Star Trek 5                           | „Whom Gods Destroy“ „The Tholian Web“ „Let That Be Your Last Battlefield“ „This Side of Paradise“ „Turnabout Intruder“ „Requiem for Methuselah“ „The Way to Eden“ | „Koho chtějí bohové zničit“ „Síť Tholianů“ „Poslední bojiště“ „Vyhnání z ráje“ „Vetřelec v mém těle“ „Rekviem za Metuzaléma“ „Cesta do ráje“ | únor 1972     | 2267–2269         |
| Star Trek 6                           | „The Savage Curtain“ „The Lights of Zetar“ „The Apple“ „By Any Other Name“ „The Cloud Minders“ „The Mark of Gideon“                                               | „Kruté divadlo“ „Světla Zetaru“ „Jablko“ „Byť zvána jinak“ „Strážci oblak“ „Prokletí Gideonu“                                                | duben 1972    | 2267–2269         |
| Star Trek 7                           | „Who Mourns for Adonais?“ „The Changeling“ „The Paradise Syndrome“ „Metamorphosis“ „The Deadly Years“ „Elaan of Troyius“                                          | „Kdo truchlí pro Adonise?“ „Podvrženec“ „Rajský syndrom“ „Proměna“ „Smrtící roky“ „Elaan z Troyiu“                                           | červenec 1972 | 2267–2268         |
| Star Trek 8                           | „Spock's Brain“ „The Enemy Within“ „Catspaw“ „Where No Man Has Gone Before“ „Wolf in the Fold“ „For the World is Hollow and I Have Touched the Sky“               | „Spockův mozek“ „Nepřítel v nás“ „Návnada“ „Kam se dosud člověk nevydal“ „Vlk v ovčíně“ „Neboť svět je dutý a já se dotkl nebe“              | listopad 1972 | 2265–2268         |
| Star Trek 9                           | „Return to Tomorrow“ „The Ultimate Computer“ „That Which Survives“ „Obsession“ „Return of the Archons“ „Immunity Syndrome“                                        | „Návrat k zítřku“ „Absolutní počítač“ „Ta, která přetrvá“ „Posedlost“ „Návrat Archonců“ „Imunitní reakce“                                    | srpen 1973    | 2266–2267         |
| Star Trek 10                          | „The Alternative Factor“ „The Empath“ „The Galileo Seven“ „Is There in Truth No Beauty?“ „A Private Little War“ „The Omega Glory“                                 | „Dveře do vesmíru“ „Empatik“ „Sedm z Galilea“ „Což v pravdě žádná krása není?“ „Malá soukromá válka“ „Sláva Omegy“                           | únor 1974     | 2267–2268         |
| Star Trek 11 (též Day of the Dove)    | „What Are Little Girls Made Of?“ „The Squire of Gothos“ „Wink of an Eye“ „Bread and Circuses“ „Day of the Dove“ „Plato's Stepchildren“                            | „Z čehopak se vyrábějí děvčátka?“ „Zeman z Gothosu“ „V mžiku oka“ „Chléb a hry“ „Den míru“ „Platónovy nevlastní děti“                        | duben 1975    | 2266–2268         |
| Star Trek 12                          | „Patterns of Force“ „Gamesters of Triskelion“ „And the Children Shall Lead“ „The Corbomite Maneuver“ „Shore Leave“                                                | „Principy moci“ „Hráči z Triskelionu“ „A děti půjdou v čele“ „Manévr s korbomitem“ „Dovolená“                                                | listopad 1977 | 2266–2268         |
| Mudd's Angels (též Mudd's Enterprise) | „Mudd's Women“ „I, Mudd“ „The Business, as Usual, During Altercations“                                                                                            | „Muddovy ženy“ „Já, Mudd“ původní novela | květen 1978   | 2266–2269         |

### Romány
První román v Bantam Books vyšel v roce 1970, další jej ale následovaly až ve druhé polovině 70. let 20. století, poslední z nich byl vydán v roce 1981. Nakladatelství také vydalo dvě sbírky The New Voyages, což jsou soubory povídek napsaných fanoušky, které jsou doplněny o předmluvy herců ze Star Treku.
| Anglický název               | Autor                                    | Vydáno v USA  | Časový rámec děje |
| ---------------------------- | ---------------------------------------- | ------------- | ----------------- |
| Spock Must Die!              | James Blish                              | leden 1970    | 2268              |
| Star Trek: The New Voyages   | různí                                    | březen 1976   | různé             |
| Spock, Messiah!              | Theodore Cogswell, Charles A. Spano, Jr. | září 1976     | 2269              |
| The Price of the Phoenix     | Sondra Marshak, Myrna Culbreath          | červenec 1977 | 2268              |
| Planet of Judgment           | Joe Haldeman                             | srpen 1977    | 2269              |
| Star Trek: The New Voyages 2 | různí                                    | leden 1978    | různé             |
| Vulcan!                      | Kathleen Sky                             | září 1978     | 2268              |
| The Starless World           | Gordon Eklund                            | listopad 1978 | 2269              |
| Trek to Madworld             | Stephen Goldin                           | leden 1979    | 2269              |
| World Without End            | Joe Haldeman                             | únor 1979     | 2269              |
| The Fate of the Phoenix      | Sondra Marshak, Myrna Culbreath          | květen 1979   | 2269              |
| Devil World                  | Gordon Eklund                            | listopad 1979 | 2269              |
| Perry's Planet               | Jack C. Haldeman II                      | únor 1980     | 2269              |
| The Galactic Whirlpool       | David Gerrold                            | říjen 1980    | 2267              |
| Death's Angel                | Kathleen Sky                             | duben 1981    | 2268              |

## Whitman Publishing (1968)
Román pro mladé čtenáře Mission to Horatius vydaný nakladatelstvím Whitman Publishing je vůbec prvním původním románem ze světa Star Treku. Jeho vydání předcházely pouze sbírky Blishových povídkových přepisů televizních epizod.
| Anglický název      | Autor         | Vydáno v USA | Časový rámec děje |
| ------------------- | ------------- | ------------ | ----------------- |
| Mission to Horatius | Mack Reynolds | 1968         | 2267              |

## Ballantine Books (1974–1978)
Nakladatelství Ballantine Books vydalo mezi lety 1974 a 1978 v 10 sbírkách přepisy všech 22 epizod animovaného seriálu Star Trek, které podle scénářů napsal Alan Dean Foster. Zatímco prvních šest antologií obsahuje vždy novelizace tří dílů v rozsahu delší povídky či kratší novely, poslední čtyři knihy série jsou koncipované jako romány podle děje jediné epizody.
| Anglický název      | Povídky                                                                 | Televizní epizody                                              | Vydáno v USA  | Časový rámec děje |
| ------------------- | ----------------------------------------------------------------------- | -------------------------------------------------------------- | ------------- | ----------------- |
| Star Trek Log One   | „Beyond the Farthest Star“ „Yesteryear“ „One of Our Planets Is Missing“ | „Na okraji galaxie“ „Co se nestalo“ „Ztratila se nám planeta“  | červen 1974   | 2269              |
| Star Trek Log Two   | „The Survivor“ „The Lorelei Signal“ „The Infinite Vulcan“               | „Zachráněný“ „Čarovný hlas“ „Nesmrtelný Vulkánec“              | srpen 1974    | 2269              |
| Star Trek Log Three | „Once Upon a Planet“ „Mudd's Passion“ „The Magicks of Megas-Tu“         | „Tenkrát na planetě“ „Elixír lásky“ „Mágové Megas Tu“          | prosinec 1974 | 2269              |
| Star Trek Log Four  | „The Terratin Incident“ „The Time Trap“ „More Tribbles, More Troubles“  | „Chtěl bych být menší“ „Zajatci času“ „Další trable s tribbly“ | únor 1975     | 2269              |
| Star Trek Log Five  | „The Ambergris Element“ „The Pirates of Orion“ „Jihad“                  | „Pod vlivem Ambry“ „Orionští piráti“ „Džihád“                  | červenec 1975 | 2269–2270         |
| Star Trek Log Six   | „Albatross“ „How Sharper Than a Serpent's Tooth“ „The Practical Joker“  | „Mor“ „Zhoubnější než hadí jed“ „Vtipálek“                     | únor 1976     | 2270              |
| Star Trek Log Seven | „The Counter-Clock Incident“                                            | „V opačném čase“                                               | červen 1976   | 2270              |
| Star Trek Log Eight | „The Eye of the Beholder“                                               | „Jiná perspektiva“                                             | červenec 1976 | 2269              |
| Star Trek Log Nine  | „Bem“                                                                   | „Bem“                                                          | leden 1977    | 2270              |
| Star Trek Log Ten   | „The Slaver Weapon“                                                     | „Zbraň Otrokářů“                                               | leden 1978    | 2269              |

## Pocket Books (od 1979)

### Novelizace filmů
Nakladatelství Pocket Books vydalo románové přepisy všech šesti původních filmů s Kirkovou posádkou i novelizaci jedenáctého filmu – restartu od J. J. Abramse. Všechny romány byly vydány též v Česku.
| Český název         | Anglický název           | Autor             | Vydáno v USA  | Vydáno v ČR | Překladatel                 | Nakladatelství v ČR | Film                               | Časový rámec děje |
| ------------------- | ------------------------ | ----------------- | ------------- | ----------- | --------------------------- | ------------------- | ---------------------------------- | ----------------- |
| Hrozba z vesmíru    | The Motion Picture       | Gene Roddenberry  | prosinec 1979 | 1993        | Zdeněk Volný                | Baronet             | Star Trek: Film                    | 2272              |
| Khanův hněv         | The Wrath of Khan        | Vonda N. McIntyre | červenec 1982 | 1993        | Jan Pavlík, Vladimír Kejval | Albert              | Star Trek II: Khanův hněv          | 2285              |
| Pátrání po Spockovi | The Search for Spock     | Vonda N. McIntyre | červen 1984   | 1994        | Jan Pavlík, Vladimír Kejval | Albert              | Star Trek III: Pátrání po Spockovi | 2285              |
| Zpěv z neznáma      | The Voyage Home          | Vonda N. McIntyre | prosinec 1986 | 1994        | Jan Pavlík                  | Albert              | Star Trek IV: Cesta domů           | 1986, 2286        |
| Nejzazší hranice    | The Final Frontier       | J. M. Dillard     | červen 1989   | 2000        | Sylvie Šustrová             | Netopejr            | Star Trek V: Nejzazší hranice      | 2287              |
| Neobjevená země     | The Undiscovered Country | J. M. Dillard     | leden 1992    | 2000        | Lucie Ryšavá                | Netopejr            | Star Trek VI: Neobjevená země      | 2293              |
| Star Trek           | Star Trek                | Alan Dean Foster  | květen 2009   | 2012        | Jakub Jungmann              | Laser-books         | Star Trek                          | 2233–2258         |
|                     | Star Trek Into Darkness  | Alan Dean Foster  | květen 2013   |             |                             |                     | Star Trek: Do temnoty              | 2259              |

### Číslovaná řada
Hlavní číslovaná řada románů vycházela mezi lety 1979 a 2002, celkem takto vyšlo 97 samostatných knih. Do řady byly zařazeny také novelizace prvních tří filmů, ostatní románové přepisy již byly z řady vyjmuty. Vybrané romány vyšly také v Česku, některé v rámci samostatně číslované Románové řady.
| Číslo | Český název                  | Anglický název                                 | Autor                                                 | Vydáno v USA  | Vydáno v ČR | Překladatel                 | Nakladatelství v ČR | Časový rámec děje |
| ----- | ---------------------------- | ---------------------------------------------- | ----------------------------------------------------- | ------------- | ----------- | --------------------------- | ------------------- | ----------------- |
| 1     | Hrozba z vesmíru             | The Motion Picture                             | Gene Roddenberry                                      | prosinec 1979 | 1993        | Zdeněk Volný                | Baronet             | 2272              |
| 2     |                              | The Entropy Effect                             | Vonda N. McIntyre                                     | červen 1981   |             |                             |                     | 2270              |
| 3     |                              | The Klingon Gambit                             | Robert E. Vardeman                                    | říjen 1981    |             |                             |                     | 2268              |
| 4     |                              | The Covenant of the Crown                      | Howard Weinstein                                      | srpen 1981    |             |                             |                     | 2258, 2276        |
| 5     |                              | The Prometheus Design                          | Sondra Marshak, Myrna Culbreath                       | březen 1982   |             |                             |                     | 2274              |
| 6     |                              | The Abode of Life                              | Lee Correy                                            | duben 1982    |             |                             |                     | 2268              |
| 7     | Khanův hněv                  | The Wrath of Khan                              | Vonda N. McIntyre                                     | červenec 1982 | 1993        | Jan Pavlík, Vladimír Kejval | Albert              | 2285              |
| 8     | Černý oheň                   | Black Fire                                     | Sonni Cooper                                          | leden 1983    | 1994        | Vladimír Klíma              | Albert              | 2270              |
| 9     |                              | Triangle                                       | Sondra Marshak, Myrna Culbreath                       | březen 1983   |             |                             |                     | 2274              |
| 10    |                              | Web of the Romulans                            | M. S. Murdock                                         | červen 1983   |             |                             |                     | 2267              |
| 11    | Syn včerejška                | The Yesterday Saga #1: Yesterday's Son         | A. C. Crispin                                         | srpen 1983    | 1993        | Vladimír Klíma              | Baronet             | 2269              |
| 12    | Vzpoura na Enterprise        | Mutiny on the Enterprise                       | Robert E. Vardeman                                    | říjen 1983    | 2004        | Ladislav Jelínek            | Netopejr            | 2268              |
| 13    |                              | The Wounded Sky                                | Diane Duane                                           | prosinec 1983 |             |                             |                     | 2270              |
| 14    |                              | The Trellisane Confrontation                   | David Dvorkin                                         | únor 1984     |             |                             |                     | 2269              |
| 15    |                              | Corona                                         | Greg Bear                                             | duben 1984    |             |                             |                     | 2269              |
| 16    | Konečný odraz                | Worlds Apart #1: The Final Reflection          | John M. Ford                                          | květen 1984   | 2002        | Lucie Ryšavá                | Netopejr            | 2283              |
| 17    | Pátrání po Spockovi          | The Search for Spock                           | Vonda N. McIntyre                                     | červen 1984   | 1994        | Jan Pavlík, Vladimír Kejval | Albert              | 2285              |
| 18    |                              | Rihannsu #1: My Enemy, My Ally                 | Diane Duane                                           | červenec 1984 |             |                             |                     | 2270              |
| 19    |                              | The Tears of the Singers                       | Melinda Snodgrass                                     | září 1984     |             |                             |                     | 2270              |
| 20    | Vraždy ve Vulkánské akademii | The Vulcan Academy Murders                     | Jean Lorrah                                           | listopad 1984 | 1995        | Jaromír Formánek            | Albert              | 2267              |
| 21    |                              | Uhura's Song                                   | Janet Kagan                                           | leden 1985    |             |                             |                     | 2268              |
| 22    |                              | Shadow Lord                                    | Laurence Yep                                          | březen 1985   |             |                             |                     | 2266              |
| 23    |                              | Ishmael                                        | Barbara Hambly                                        | květen 1985   |             |                             |                     | 1867, 2267        |
| 24    |                              | Killing Time                                   | Della van Hise                                        | červenec 1985 |             |                             |                     | 2269              |
| 25    |                              | Dwellers in the Crucible                       | Margaret Wander Bonanno                               | září 1985     |             |                             |                     | 2281              |
| 26    |                              | Pawns and Symbols                              | Majliss Larson                                        | listopad 1985 |             |                             |                     | 2269              |
| 27    |                              | Mindshadow                                     | J. M. Dillard                                         | leden 1986    |             |                             |                     | 2270              |
| 28    |                              | Crisis on Centaurus                            | Brad Ferguson                                         | březen 1986   |             |                             |                     | 2269              |
| 29    |                              | Fortunes of War #1: Dreadnought!               | Diane Carey                                           | květen 1986   |             |                             |                     | 2270              |
| 30    |                              | Demons                                         | J. M. Dillard                                         | červenec 1986 |             |                             |                     | 2270              |
| 31    |                              | Fortunes of War #2 Battlestations!             | Diane Carey                                           | listopad 1986 |             |                             |                     | 2270              |
| 32    | Enterprise v ohrožení        | Chain of Attack                                | Gene DeWeese                                          | únor 1987     | 1992        | Zdeněk Volný                | Bonus press         | 2270              |
| 33    |                              | Deep Domain                                    | Howard Weinstein                                      | březen 1987   |             |                             |                     | 2278              |
| 34    | Sny o Krkavcích              | Dreams of the Raven                            | Carmen Carter                                         | květen 1987   | 1993        | Vladimír Klíma              | Albert              | 2268              |
| 35    |                              | Rihannsu #2: The Romulan Way                   | Diane Duane, Peter Morwood                            | srpen 1987    |             |                             |                     | 2276              |
| 36    |                              | Worlds Apart #2: How Much for Just the Planet? | John M. Ford                                          | říjen 1987    |             |                             |                     | 2268              |
| 37    |                              | Bloodthirst                                    | J. M. Dillard                                         | prosinec 1987 |             |                             |                     | 2270              |
| 38    | Epidemie IDIC                | The IDIC Epidemic                              | Jean Lorrah                                           | únor 1988     | 2006        | Věra Ježková                | Netopejr            | 2267              |
| 39    | Čas pro včerejšek            | The Yesterday Saga #2: Time for Yesterday      | A. C. Crispin                                         | duben 1988    | 1996        | Jaromír Formánek            | Albert              | 2285              |
| 40    |                              | Timetrap                                       | David Dvorkin                                         | červen 1988   |             |                             |                     | 2276              |
| 41    |                              | The Three-Minute Universe                      | Barbara Paul                                          | srpen 1988    |             |                             |                     | 2269              |
| 42    |                              | Worlds in Collision #1: Memory Prime           | Judith a Garfield Reeves-Stevensovi                   | říjen 1988    |             |                             |                     | 2269              |
| 43    |                              | The Final Nexus                                | Gene DeWeese                                          | prosinec 1988 |             |                             |                     | 2270              |
| 44    |                              | Vulcan's Glory                                 | D. C. Fontana                                         | únor 1989     |             |                             |                     | 2253              |
| 45    |                              | Double, Double                                 | Michael Jan Friedman                                  | duben 1989    |             |                             |                     | 2268              |
| 46    |                              | The Cry of the Onlies                          | Judy Klass                                            | říjen 1989    |             |                             |                     | 2269              |
| 47    |                              | The Kobayashi Maru                             | Julia Ecklar                                          | prosinec 1989 |             |                             |                     | 2273              |
| 48    |                              | Rules of Engagement                            | Peter Morwood                                         | únor 1990     |             |                             |                     | 2278              |
| 49    |                              | The Pandora Principle                          | Carolyn Clowes                                        | duben 1990    |             |                             |                     | 2281              |
| 50    | Doktorovy rozkazy            | Doctor's Orders                                | Diane Duane                                           | červen 1990   | 2002        | Ladislav Jelínek            | Netopejr            | 2270              |
| 51    |                              | Enemy Unseen                                   | V. E. Mitchell                                        | říjen 1990    |             |                             |                     | 2273              |
| 52    |                              | Home Is the Hunter                             | Dana Kramer-Rolls                                     | prosinec 1990 |             |                             |                     | 2273              |
| 53    |                              | Ghost Walker                                   | Barbara Hambly                                        | únor 1991     |             |                             |                     | 2268              |
| 54    |                              | The Lost Years Saga #2: A Flag Full of Stars   | Brad Ferguson                                         | duben 1991    |             |                             |                     | 2271              |
| 55    |                              | Renegade                                       | Gene DeWeese                                          | červen 1991   |             |                             |                     | 2269              |
| 56    |                              | Legacy                                         | Michael Jan Friedman                                  | srpen 1991    |             |                             |                     | 2268              |
| 57    |                              | The Rift                                       | Peter David                                           | listopad 1991 |             |                             |                     | 2254, 2287        |
| 58    |                              | Faces of Fire                                  | Michael Jan Friedman                                  | březen 1992   |             |                             |                     | 2267              |
| 59    |                              | The Disinherited                               | Peter David, Michael Jan Friedman, Robert Greenberger | květen 1992   |             |                             |                     | 2267              |
| 60    |                              | Ice Trap                                       | L. A. Graf                                            | červenec 1992 |             |                             |                     | 2275              |
| 61    |                              | Sanctuary                                      | John Vornholt                                         | září 1992     |             |                             |                     | 2269              |
| 62    |                              | Death Count                                    | L. A. Graf                                            | listopad 1992 |             |                             |                     | 2275              |
| 63    |                              | Shell Game                                     | Melissa Crandall                                      | únor 1993     |             |                             |                     | 2277              |
| 64    |                              | The Starship Trap                              | Mel Gilden                                            | březen 1993   |             |                             |                     | 2269              |
| 65    |                              | Windows on a Lost World                        | V. E. Mitchell                                        | červen 1993   |             |                             |                     | 2268              |
| 66    |                              | From the Depths                                | Victor Milan                                          | srpen 1993    |             |                             |                     | 2269              |
| 67    |                              | The Great Starship Race                        | Diane Carey                                           | říjen 1993    |             |                             |                     | 2269              |
| 68    |                              | Firestorm                                      | L. A. Graf                                            | leden 1994    |             |                             |                     | 2277              |
| 69    |                              | The Patrian Transgression                      | Simon Hawke                                           | duben 1994    |             |                             |                     | 2268              |
| 70    |                              | The Lost Years Saga #3: Traitor Winds          | L. A. Graf                                            | červen 1994   |             |                             |                     | 2270              |
| 71    |                              | Crossroad                                      | Barbara Hambly                                        | srpen 1994    |             |                             |                     | 2270              |
| 72    |                              | The Better Man                                 | Howard Weinstein                                      | prosinec 1994 |             |                             |                     | 2275              |
| 73    |                              | The Lost Years Saga #4: Recovery               | J. M. Dillard                                         | březen 1995   |             |                             |                     | 2272              |
| 74    |                              | The Fearful Summons                            | Denny Martin Flynn                                    | červen 1995   |             |                             |                     | 2293              |
| 75    |                              | First Frontier                                 | Diane Carey, James Kirkland                           | srpen 1995    |             |                             |                     | 2268              |
| 76    |                              | The Captain's Daughter                         | Peter David                                           | prosinec 1995 |             |                             |                     | 2294              |
| 77    |                              | Twilight's End                                 | Jerry Oltion                                          | leden 1996    |             |                             |                     | 2267              |
| 78    |                              | The Rings of Tautee                            | Dean Wesley Smith, Kristine Kathryn Rusch             | květen 1996   |             |                             |                     | 2268              |
| 79    |                              | Invasion! #1: First Strike                     | Diane Carey                                           | červenec 1996 |             |                             |                     | 2267              |
| 80    |                              | The Joy Machine                                | Theodore Sturgeon, James Gunn                         | září 1996     |             |                             |                     | 2267              |
| 81    |                              | Mudd in Your Eye                               | Jerry Oltion                                          | leden 1997    |             |                             |                     | 2268              |
| 82    |                              | Mind Meld                                      | John Vornholt                                         | červen 1997   |             |                             |                     | 2293              |
| 83    |                              | Heart of the Sun                               | Pamela Sargent, George Zebrowski                      | listopad 1997 |             |                             |                     | 2267              |
| 84    |                              | Assignment: Eternity                           | Greg Cox                                              | leden 1998    |             |                             |                     | 2269, 2293        |
| 85    |                              | My Brother's Keeper #1: Republic               | Michael Jan Friedman                                  | leden 1999    |             |                             |                     | 2251, 2265        |
| 86    |                              | My Brother's Keeper #2: Constitution           | Michael Jan Friedman                                  | leden 1999    |             |                             |                     | 2259, 2265        |
| 87    |                              | My Brother's Keeper #3: Enterprise             | Michael Jan Friedman                                  | únor 1999     |             |                             |                     | 2264–2265         |
| 88    |                              | Across the Universe                            | Pamela Sargent, George Zebrowski                      | říjen 1999    |             |                             |                     | 2267              |
| 89    |                              | New Earth #1: Wagon Train to the Stars         | Diane Carey                                           | červen 2000   |             |                             |                     | 2272              |
| 90    |                              | New Earth #2: Belle Terre                      | Dean Wesley Smith, Diane Carey                        | červen 2000   |             |                             |                     | 2273              |
| 91    |                              | New Earth #3: Rough Trails                     | L. A. Graf                                            | červenec 2000 |             |                             |                     | 2273              |
| 92    |                              | New Earth #4: The Flaming Arrow                | Kathy Oltion, Jerry Oltion                            | červenec 2000 |             |                             |                     | 2273              |
| 93    |                              | New Earth #5: Thin Air                         | Kristine Kathryn Rusch, Dean Wesley Smith             | srpen 2000    |             |                             |                     | 2273              |
| 94    |                              | New Earth #6: Challenger                       | Diane Carey                                           | srpen 2000    |             |                             |                     | 2274              |
| 95    |                              | Rihannsu #3: Swordhunt                         | Diane Duane                                           | říjen 2000    |             |                             |                     | 2276              |
| 96    |                              | Rihannsu #4: Honor Blade                       | Diane Duane                                           | říjen 2000    |             |                             |                     | 2276              |
| 97    |                              | In the Name of Honor                           | Dayton Ward                                           | leden 2002    |             |                             |                     | 2287              |

### Nečíslované romány
Rozsáhlejší romány vycházejí od roku 1986 v nečíslované řadě, v letech 1982 a 1984 je navíc předcházely dva soubory povídek. Román Starfleet Academy je přepisem stejnojmenné počítačové hry, minisérie Mere Anarchy je šestidílná řada ebooků vydaných k příležitosti 40. výročí Star Treku. Některé nečíslované romány vyšly také v Česku.
| Český název                                   | Anglický název                                                       | Autor                                     | Vydáno v USA  | Vydáno v ČR | Překladatel      | Nakladatelství v ČR | Časový rámec děje                                    |
| --------------------------------------------- | -------------------------------------------------------------------- | ----------------------------------------- | ------------- | ----------- | ---------------- | ------------------- | ---------------------------------------------------- |
|                                               | Star Trek II: Short Stories                                          | William Rotsler                           | prosinec 1982 |             |                  |                     | 2277                                                 |
|                                               | Star Trek III: Short Stories                                         | William Rotsler                           | červen 1984   |             |                  |                     | 2285                                                 |
|                                               | Enterprise: The First Adventure                                      | Vonda N. McIntyre                         | září 1986     |             |                  |                     | 2265                                                 |
| Cizinci z oblohy                              | Strangers from the Sky                                               | Margaret Wander Bonanno                   | červenec 1987 | 2003        | Jan Mrlík        | Netopejr            | 2045, 2264, 2284                                     |
|                                               | Final Frontier                                                       | Diane Carey                               | leden 1988    |             |                  |                     | 2243, 2267                                           |
|                                               | Spock's World                                                        | Diane Duane                               | září 1988     |             |                  |                     | 2274                                                 |
|                                               | The Lost Years Saga #1: The Lost Years                               | J. M. Dillard                             | říjen 1989    |             |                  |                     | 2271                                                 |
|                                               | Prime Directive                                                      | Judith a Garfield Reeves-Stevensovi       | září 1990     |             |                  |                     | 2269                                                 |
| Sonda                                         | Probe                                                                | Margaret Wander Bonanno                   | duben 1992    | 2001        | Jan Mrlík        | Netopejr            | 2286                                                 |
| Nejlepší osud                                 | Best Destiny                                                         | Diane Carey                               | listopad 1992 | 2001        | Dana Mikšíková   | Netopejr            | 2249, 2293                                           |
|                                               | Shadows on the Sun                                                   | Michael Jan Friedman                      | srpen 1993    |             |                  |                     | 2293                                                 |
|                                               | Sarek                                                                | A. C. Crispin                             | březen 1994   |             |                  |                     | 2293                                                 |
|                                               | Federation                                                           | Judith a Garfield Reeves-Stevensovi       | listopad 1994 |             |                  |                     | 2061, 2078, 2117, 2267, 2366                         |
|                                               | Starfleet Academy                                                    | Diane Carey                               | červen 1997   |             |                  |                     | 80. léta 23. století                                 |
|                                               | Vulcan's Forge                                                       | Josepha Sherman, Susan Shwartz            | srpen 1997    |             |                  |                     | 2296                                                 |
|                                               | Day of Honor #4: Treaty's Law                                        | Dean Wesley Smith, Kristine Kathryn Rusch | říjen 1997    |             |                  |                     | 2268                                                 |
|                                               | The Captain's Table #1: War Dragons                                  | L. A. Graf                                | červen 1998   |             |                  |                     | 2290                                                 |
|                                               | The Captain's Table #6: Where Sea Meets Sky                          | Jerry Oltion                              | říjen 1998    |             |                  |                     | 2256, 2266                                           |
|                                               | Vulcan's Heart                                                       | Josepha Sherman, Susan Shwartz            | červenec 1999 |             |                  |                     | 2329, 2344                                           |
|                                               | Section 31 #1: Cloak                                                 | S. D. Perry                               | červenec 2001 |             |                  |                     | 2268                                                 |
|                                               | The Eugenics Wars: The Rise and Fall of Khan Noonien Singh #1        | Greg Cox                                  | červenec 2001 |             |                  |                     | konec 20. století                                    |
|                                               | Gateways #1: One Small Step                                          | Susan Wright                              | srpen 2001    |             |                  |                     | 2268                                                 |
|                                               | The Eugenics Wars: The Rise and Fall of Khan Noonien Singh #2        | Greg Cox                                  | duben 2002    |             |                  |                     | konec 20. století                                    |
|                                               | The Janus Gate #1: Present Tense                                     | L. A. Graf                                | červen 2002   |             |                  |                     | 2266                                                 |
|                                               | The Janus Gate #2: Future Imperfect                                  | L. A. Graf                                | červen 2002   |             |                  |                     | 2266                                                 |
|                                               | The Janus Gate #3: Past Prologue                                     | L. A. Graf                                | červenec 2002 |             |                  |                     | 2266                                                 |
|                                               | The Last Roundup                                                     | Christie Golden                           | červenec 2002 |             |                  |                     | 2293                                                 |
|                                               | Errand of Vengeance #1: The Edge of the Sword                        | Kevin Ryan                                | červenec 2002 |             |                  |                     | 2266                                                 |
|                                               | Errand of Vengeance #2: Killing Blow                                 | Kevin Ryan                                | srpen 2002    |             |                  |                     | 2244, 2266                                           |
|                                               | Errand of Vengeance #3: River of Blood                               | Kevin Ryan                                | srpen 2002    |             |                  |                     | 2266, 2267                                           |
|                                               | Gemini                                                               | Mike W. Barr                              | únor 2003     |             |                  |                     | 2267                                                 |
|                                               | Garth of Izar                                                        | Pamela Sargent, George Zebrowski          | únor 2003     |             |                  |                     | 2270                                                 |
|                                               | The Case of the Colonist's Corpse                                    | Tony Isabella, Bob Ingersoll              | prosinec 2003 |             |                  |                     | 2267                                                 |
|                                               | Vulcan's Soul #1: Exodus                                             | Josepha Sherman, Susan Shwartz            | srpen 2004    |             |                  |                     | 3. století, 2364, 2373, 2379                         |
|                                               | Ex Machina                                                           | Christopher L. Bennett                    | prosinec 2004 |             |                  |                     | 2273                                                 |
|                                               | The Eugenics Wars: To Reign in Hell: The Exile of Khan Noonien Singh | Greg Cox                                  | leden 2005    |             |                  |                     | 2267, 2268, 2287                                     |
|                                               | Errand of Fury #1: Seeds of Rage                                     | Kevin Ryan                                | duben 2005    |             |                  |                     | 2267                                                 |
|                                               | Vulcan's Soul #2: Exiles                                             | Josepha Sherman, Susan Shwartz            | červen 2006   |             |                  |                     | 2377                                                 |
|                                               | Burning Dreams                                                       | Margaret Wander Bonanno                   | červenec 2006 |             |                  |                     | 2228–2320                                            |
| Zkouška ohněm: McCoy – Odkud přicházejí stíny | Crucible: McCoy – Provenance of Shadows                              | David R. George III                       | srpen 2006    | 2008        | Ladislav Jelínek | Laser-books         | 2267–2366, 1930–1955                                 |
|                                               | Mere Anarchy #1: Things Fall Apart                                   | Dayton Ward, Kevin Dilmore                | srpen 2006    |             |                  |                     | 2265                                                 |
|                                               | Constellations                                                       | různí                                     | září 2006     |             |                  |                     | různé                                                |
|                                               | Mere Anarchy #2: The Centre Cannot Hold                              | Mike W. Barr                              | září 2006     |             |                  |                     | 2267                                                 |
|                                               | Mere Anarchy #3: Shadows of the Indignant                            | Dave Galanter                             | říjen 2006    |             |                  |                     | 2271                                                 |
|                                               | Rihannsu #5: The Empty Chair                                         | Diane Duane                               | listopad 2006 |             |                  |                     | 2276                                                 |
| Zkouška ohněm: Spock – Oheň a růže            | Crucible: Spock – The Fire and the Rose                              | David R. George III                       | listopad 2006 | 2014        | Ladislav Jelínek | Laser-books         | 1930, 2267, 2269, 2270, 2285, 2293–2312              |
|                                               | Errand of Fury #2: Demands of Honor                                  | Kevin Ryan                                | leden 2007    |             |                  |                     | 2267                                                 |
| Zkouška ohněm: Kirk – Hvězda všem zbloudilým  | Crucible: Kirk – The Star to Every Wandering                         | David R. George III                       | únor 2007     | 2019        | Ladislav Jelínek | Laser-books         | ?                                                    |
|                                               | Mere Anarchy #4: The Darkness Drops Again                            | Christopher L. Bennett                    | únor 2007     |             |                  |                     | 70. léta 23. století                                 |
|                                               | Mere Anarchy #5: The Blood-Dimmed Tide                               | Howard Weinstein                          | březen 2007   |             |                  |                     | 2290                                                 |
|                                               | Mere Anarchy #6: Its Hour Come Round                                 | Margaret Wander Bonanno                   | duben 2007    |             |                  |                     | 2293                                                 |
|                                               | Vulcan's Soul #3: Epiphany                                           | Josepha Sherman, Susan Shwartz            | květen 2007   |             |                  |                     | 2377                                                 |
|                                               | Excelsior: Forged in Fire                                            | Michael A. Martin, Andy Mangels           | prosinec 2007 |             |                  |                     | 2173, 2218, 2248, 2269, 2289, 2290, 2293, 2295, 2363 |
|                                               | Errand of Fury #3: Sacrifices of War                                 | Kevin Ryan                                | prosinec 2008 |             |                  |                     | 2267                                                 |
|                                               | Troublesome Minds                                                    | Dave Galanter                             | květen 2009   |             |                  |                     | ?                                                    |
|                                               | Inception                                                            | S. D. Perry                               | leden 2010    |             |                  |                     | 2261                                                 |
|                                               | Unspoken Truth                                                       | Margaret Wander Bonanno                   | březen 2010   |             |                  |                     | ?                                                    |
|                                               | The Children of Kings                                                | Dave Stern                                | květen 2010   |             |                  |                     | 2251                                                 |
|                                               | Cast No Shadow                                                       | James Swallow                             | červenec 2011 |             |                  |                     | 2300                                                 |
|                                               | A Choice of Catastrophes                                             | Steve Mollmann, Michael Schuster          | srpen 2011    |             |                  |                     | 2268                                                 |
|                                               | The Rings of Time                                                    | Greg Cox                                  | leden 2012    |             |                  |                     | 2270, 2020                                           |
|                                               | That Which Divides                                                   | Dayton Ward                               | únor 2012     |             |                  |                     | 2269                                                 |
|                                               | Allegiance in Exile                                                  | David R. George III                       | leden 2013    |             |                  |                     | 2269–2270                                            |
|                                               | Devil's Bargain                                                      | Tony Daniel                               | únor 2013     |             |                  |                     | 2269                                                 |
|                                               | The Weight of Worlds                                                 | Greg Cox                                  | březen 2013   |             |                  |                     | 2269                                                 |
|                                               | The Folded Worlds                                                    | Jeff Mariotte                             | duben 2013    |             |                  |                     | 2267                                                 |
|                                               | The Shocks of Adversity                                              | William Leisner                           | květen 2013   |             |                  |                     | 2267                                                 |
|                                               | From History's Shadow                                                | Dayton Ward                               | červenec 2013 |             |                  |                     | 1947–1968, 2268                                      |
|                                               | No Time Like the Past                                                | Greg Cox                                  | únor 2014     |             |                  |                     | 2270, 2376                                           |
|                                               | Seasons of Light and Darkness                                        | Michael A. Martin                         | duben 2014    |             |                  |                     | 2254, 2264, 2285                                     |
|                                               | Serpents in the Garden                                               | Jeff Mariotte                             | duben 2014    |             |                  |                     | 2273                                                 |
|                                               | The More Things Change                                               | Scott Pearson                             | červen 2014   |             |                  |                     | 2274                                                 |
|                                               | Foul Deeds Will Rise                                                 | Greg Cox                                  | listopad 2014 |             |                  |                     | 2288                                                 |
|                                               | Savage Trade                                                         | Tony Daniel                               | únor 2015     |             |                  |                     | 2270                                                 |
|                                               | Shadow of the Machine                                                | Scott Harrison                            | březen 2015   |             |                  |                     | 2273                                                 |

### Shatnerverse
„Shatnerverse“ je neoficiální název pro samostatnou řadu románů, které píše William Shatner, původní představitel kapitána Kirka, společně s manželi Reeves-Stevensovými. Řada vychází z předpokladu, že kapitán Kirk v roce 2371 nezemřel (film Star Trek: Generace), což se neshoduje s fakty ostatních románů od Pocket Books.
| Anglický název                       | Autor                                                | Vydáno v USA  | Časový rámec děje |
| ------------------------------------ | ---------------------------------------------------- | ------------- | ----------------- |
| Odyssey #1: The Ashes of Eden        | William Shatner, Judith a Garfield Reeves-Stevensovi | červen 1995   | 2293, 2371        |
| Odyssey #2: The Return               | William Shatner, Judith a Garfield Reeves-Stevensovi | duben 1996    | 2371              |
| Odyssey #3: Avenger                  | William Shatner, Judith a Garfield Reeves-Stevensovi | květen 1993   | 2373              |
| The Mirror Universe #1: Spectre      | William Shatner, Judith a Garfield Reeves-Stevensovi | květen 1998   | 2374              |
| The Mirror Universe #2: Dark Victory | William Shatner, Judith a Garfield Reeves-Stevensovi | duben 1999    | 2374–2375         |
| The Mirror Universe #3: Preserver    | William Shatner, Judith a Garfield Reeves-Stevensovi | červenec 2000 | 2375              |
| Totality #1: Captain's Peril         | William Shatner, Judith a Garfield Reeves-Stevensovi | říjen 2002    | 2265, 2348, 2378  |
| Totality #2: Captain's Blood         | William Shatner, Judith a Garfield Reeves-Stevensovi | prosinec 2003 | 2380              |
| Totality #3: Captain's Glory         | William Shatner, Judith a Garfield Reeves-Stevensovi | srpen 2006    | 2381              |
| Academy #1: Collision Course         | William Shatner, Judith a Garfield Reeves-Stevensovi | říjen 2007    | 2249              |

### Starfleet Academy
Číslovaná řada Starfleet Academy (vydány tři romány) popisuje pro mladé čtenáře dobrodružství postav Star Treku v jejich mládí během studia na Akademii Hvězdné flotily.
| Číslo | Anglický název   | Autor                        | Vydáno v USA | Časový rámec děje |
| ----- | ---------------- | ---------------------------- | ------------ | ----------------- |
| 1     | Crisis on Vulcan | Brad a Barbara Stricklandovi | srpen 1996   | 2248              |
| 2     | Aftershock       | John Vornholt                | září 1996    | 2250              |
| 3     | Cadet Kirk       | Diane Carey                  | říjen 1996   | 2251              |

## Wanderer Books (1982–1984)
Při příležitosti uvedení druhého a třetího startrekovského filmu do kin v letech 1982 a 1984 vydalo nakladatelství Wanderer Books dva gamebooky na motivy Star Treku.
| Anglický název                     | Autor           | Vydáno v USA  | Časový rámec děje |
| ---------------------------------- | --------------- | ------------- | ----------------- |
| Star Trek II: Distress Call        | William Rotsler | prosinec 1982 | ?                 |
| Star Trek III: The Vulcan Treasure | William Rotsler | červen 1984   | ?                 |

## Archway Paperback (1984–1986)
V nakladatelství Archway Paperback (odnož Pocket Books) vyšly v letech 1984 a 1986 v rámci edice Which Way Books dva gamebooky s tematikou Star Treku.
| Anglický název                                      | Autor                        | Vydáno v USA  | Časový rámec děje |
| --------------------------------------------------- | ---------------------------- | ------------- | ----------------- |
| Which Way Books #15: Star Trek: Voyage to Adventure | Michael J. Dodge             | leden 1984    | ?                 |
| Which Way Books #24: Star Trek: Phaser Fight        | Barbara Siegel, Scott Siegel | prosinec 1986 | ?                 |

## Česká vydání
Vůbec prvním startrekovským literárním dílem v bývalém Československu byl fanzinový sešit Star Trek vydaný SFK Julese Verna v roce 1989 v nákladu 50 výtisků, který obsahoval na 64 stránkách tři povídkové přepisy televizních epizod od Jamese Blishe v překladu Jana Pavlíka. Jednalo se o povídky „Nepravý McCoy“ (epizoda „Past na muže“), „Elaan Troyiuská“ (epizoda „Elaan z Troyiu“) a „Nepřítel uvnitř“ (epizoda „Nepřítel v nás“).
Roku 1991 vyšla ve spolupráci nakladatelství Práce a Bonus press antologie Příběhy kosmické lodi Enterprise, první oficiálně vydaný Star Trek v Československu. Kniha obsahovala devět vybraných Blishových povídek podle televizních epizod v překladu Jana Pavlíka (osm povídek) a Zdeňka Volného (jedna povídka). Jednalo se o povídky „Rovnováha hrůzy“, „Nepravý McCoy“ (ep. „Past na muže“), „Záchranné poslání“ (ep. „Věc soucitu“), „Město na pokraji věčnosti“, „Vesmírné sémě“, „Zrcadlo, zrcadlo“, „Čas amoku“, „Trable s tribbly“ a „Všechny naše včerejšky“.
V letech 1992–1996 vyšlo česky v nakladatelství Albert šest románů z původní číslované řady, které však byly pro potřeby českého vydání nově seřazeny a očíslovány:
1. Enterprise v ohrožení
2. Syn včerejška
3. Sny o Krkavcích
4. Černý oheň
5. Vraždy ve Vulkánské akademii
6. Čas pro včerejšek

Další vydávané romány již číslovány nebyly, vyjma v letech 1993–2000 vydaných románových přepisů všech šesti původních filmů z let 1979–1991 v chronologicky očíslované řadě.
V letech 1998–2000 vydalo nakladatelství Netopejr soubor tří dvojknih Star Trek: Klasické příběhy (překlad: Kateřina Hámová, Zuzana Hanešková, Erika Hubařová, Věra Ježková, Dana Mikšíková, Jan Pavlík, Lucie Ryšavá, Zuzana Trinkwitzová, Jana Vašátková, Hana Vlčinská). Jedná se o překlad všech Blishových povídek z reedice vydané v roce 1991 pod názvem Star Trek: The Classic Episodes. Povídky zde byly seřazeny podle chronologie televizního seriálu a vydány ve třech knihách, z nichž každá představuje jednu sezónu seriálu. V českém vydání byly tyto tři knihy rozděleny, každá na dva díly:
- Star Trek: Klasické příběhy 01/1
- Star Trek: Klasické příběhy 01/2
- Star Trek: Klasické příběhy 02/1
- Star Trek: Klasické příběhy 02/2
- Star Trek: Klasické příběhy 03/1
- Star Trek: Klasické příběhy 03/2